# Itabuna Esporte Clube
El Itabuna Esporte Clube es un equipo de fútbol de Brasil que juega en el Campeonato Baiano, la primera categoría del estado de Bahía, y en el Campeonato Brasileño de Serie D, la cuarta división nacional. En los años 1970 participó en el Campeonato Brasileño de Serie A, la primera división nacional.

## Historia
Fue fundado el 23 de mayo de 1967 en el municipio de Itabuna del estado de Bahía como el equipo sucesor del Itabuna Futebol Clube, fundado el 3 de mayo de 1929 y que desapareció luego de que se profesionalizara el fútbol en el estado. El club ingresaría a la categoría profesional originalmente con uniforme negro y amarillo, por más tarde adoptarían los colores azul y blanco del club antecesor, ocho veces campeón aficionado.
Los grandes años del club aparecerían durante los años 1970 y años 1980, llegando a la final estatal en 1970 que perdería ante el EC Bahia por decisión de la Federación Baiana que decidió suspender el campeonato aparentemente por la participación del EC Bahia en la Copa de Brasil aduciendo que enfrentaría a equipos más fuertes.
En 1978 juega por primera vez en el Campeonato Brasileño de Serie A, la primera división nacional, en donde fue eliminado en la primera ronda al finalizar en último lugar de su grupo entre 12 equipos finalizando en el lugar 67 entre 74 equipos. Un año después regresaría a la primera división nacional donde volvería a ser eliminado en la primera ronda al terminar en séptimo lugar de su grupo entre 10 equipos finalizando en el lugar 70 entre 94 equipos.
En 1980 juega por primera vez en el Campeonato Brasileño de Serie B, la segunda división nacional, siendo eliminado en la primera ronda al quedar en quinto lugar de su grupo entre ocho equipos para finalizar en el lugar 33 entre 64 equipos. Un año después regresa a la segunda categoría y la historia ser repetiría, es eliminado en la primera ronda al quedar en séptimo lugar entre ocho equipos en su grupo para terminar en el lugar 44 entre 48 equipos.
En 1984 juega por tercera vez en el Campeonato Brasileño de Serie B donde por primera vez supera la primera ronda al eliminar en penales al AS Arapiraquense del estado de Alagoas, en la segunda ronda elimina al Esporte Clube Pinheiros del estado de Paraná por la misma vía, pero en la tercera ronda es eliminado 2-4 por el Botafogo del estado de Paraíba, finalizando en octavo lugar entre 32 equipos.

## Palmarés
- Campeonato Baiano Segunda División: 2

2002, 2022

## Rivalidades
Su principal rival es el Grapiúna Atlético Clube, quien tiene su sede en la misma ciudad.

## Jugadores

### Jugadores destacados
- Perivaldo
- Cléo Hickman
- Gérson Sodré
- Neto Berola